# Базиліка Святого Марка
Бази́ліка Свято́го Ма́рка (лат. Basilica Sancti Marci Veneta; італ. Basilica di San Marco) — католицька церква в Італії, в місті Венеція. Головний міський собор. Центральний храм Венеційського патріархату. Катедральний собор патріархів Венеційських. Має статус малої базиліки. Названа на честь святого Марка, покровителя міста, мощі якого зберігаються в базиліці від 829 року. Розташований на площі Святого Марка, поряд з Палацом дожів. Закладена 828 року, але згоріла 976 року. Відбудована в XI столітті, за зразком константинопольського храму Апостолів. Перебудовувався і розширювалася протягом багатьох віків. Знаменита римська квадрига на західному фасаді, «золотий вівтар» візантійської роботи і багато стародавніх реліквій потрапили в собор після розграбування хрестоносцями Константинополя у 1204 році. Зразок візантійської архітектури в Західній Європі. Підлога викладена з мармуру і скла. Дзвіниця собору, що стоїть окремо, обвалилася у 1902 році, але була відтворена через десять років. Об'єкт Світової спадщини ЮНЕСКО (1987). Популярна назва — Золота́ це́рква.

## Назва
- Бази́ліка Свято́го Ма́рка (італ. Basilica di San Marco) — сучасна коротка назва.
- Венеційська бази́ліка Свято́го Ма́рка (лат. Basilica Sancti Marci Veneta)
- Венеційська бази́ліка (лат. Basilica Veneta)
- Венеційський собо́р
- Золота́ це́рква (італ. Chiesa d'Oro)
- Патріарша катедральна базиліка Святого Марка (італ. Basilica Cattedrale Patriarcale di San Marco)
- Собо́р Свято́го Ма́рка

## Історія

### Перша базиліка

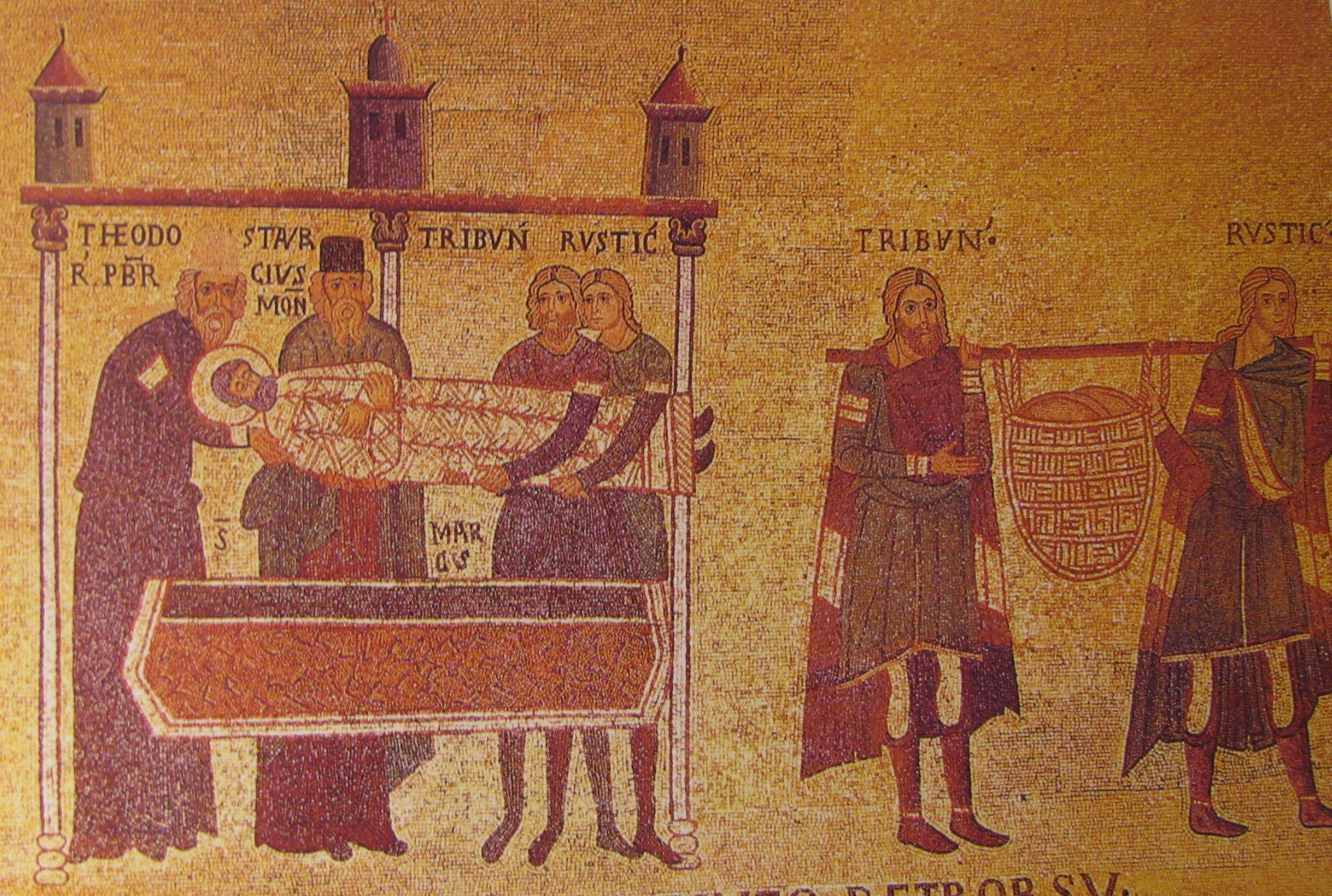
Викрадення мощей апостола Марка з Александрії
(мозаїка презбітерія, XI століття)

Базиліка була побудована для розміщення мощей апостола Марка, які 31 січня 829 року були привезені з Александрії до Венеції. Мощі були привезені венеційськими купцями Буоно і Рустіко. 828 року, прибувши до Александрії, вони дізналися, що мусульмани почали руйнувати християнські храми для зведення мечетей і, оскільки переказ пов'язує проповідь християнства в містах Венеційської лагуни з апостолом Марком, вирішили врятувати мощі святого від осквернення і привезти їх у своє місто. Щоб перенести реліквію на корабель, купці вдалися до хитрощів: тіло євангеліста поклали у великий кошик і зверху покрили свинячими тушами, до яких сарацини не могли доторкнутися навіть при митному огляді. Для більшої надійності кошик сховали в складках вітрила одного з судів (подіям, пов'язаним з перенесенням мощей, присвячені мозаїки презбітерія і одного з люнетів центрального фасаду). Після перенесення мощей в місто, апостол Марк замінив святого Теодора в ролі небесного покровителя Венеції, а символом міста став знак цього євангеліста — крилатий лев.
Будівництво було розпочато дожем Джустіньяно Партичипаціо у 829 році, а завершено у 832 році його братом дожем Джованні Партичипаціо. Оскільки будівля першої базиліки не збереглася, про її вигляд можна робити висновки лише з археологічних розкопок, проведених під час реставрації крипти собору, коли була виявлена давня кладка стін. Вважається, що церква була побудована у формі латинської базиліки типу равеннських (Сан-Вітале) і займала місце нинішньої крипти. Купол, встановлений над її центральною частиною, височів над місцем поховання мощей апостола Марка.
Базиліка була пошкоджена пожежею, що спалахнула у 976 році в ході палацового перевороту, коли дож П'єтро Кандьяно був зміщений дожем П'єтро Орсеоло. Пожежа розпочалась в Палаці дожів і перекинулася на північно-західну частину собору, завдавши йому серйозних пошкоджень. До кінця X століття базиліка була відновлена, але дослідники вважають, що це була реставрація будівлі, а не нове будівництво.

### Сучасна базиліка

Реконструкція початкового фасаду другої базиліки (акварель, XIX століття)

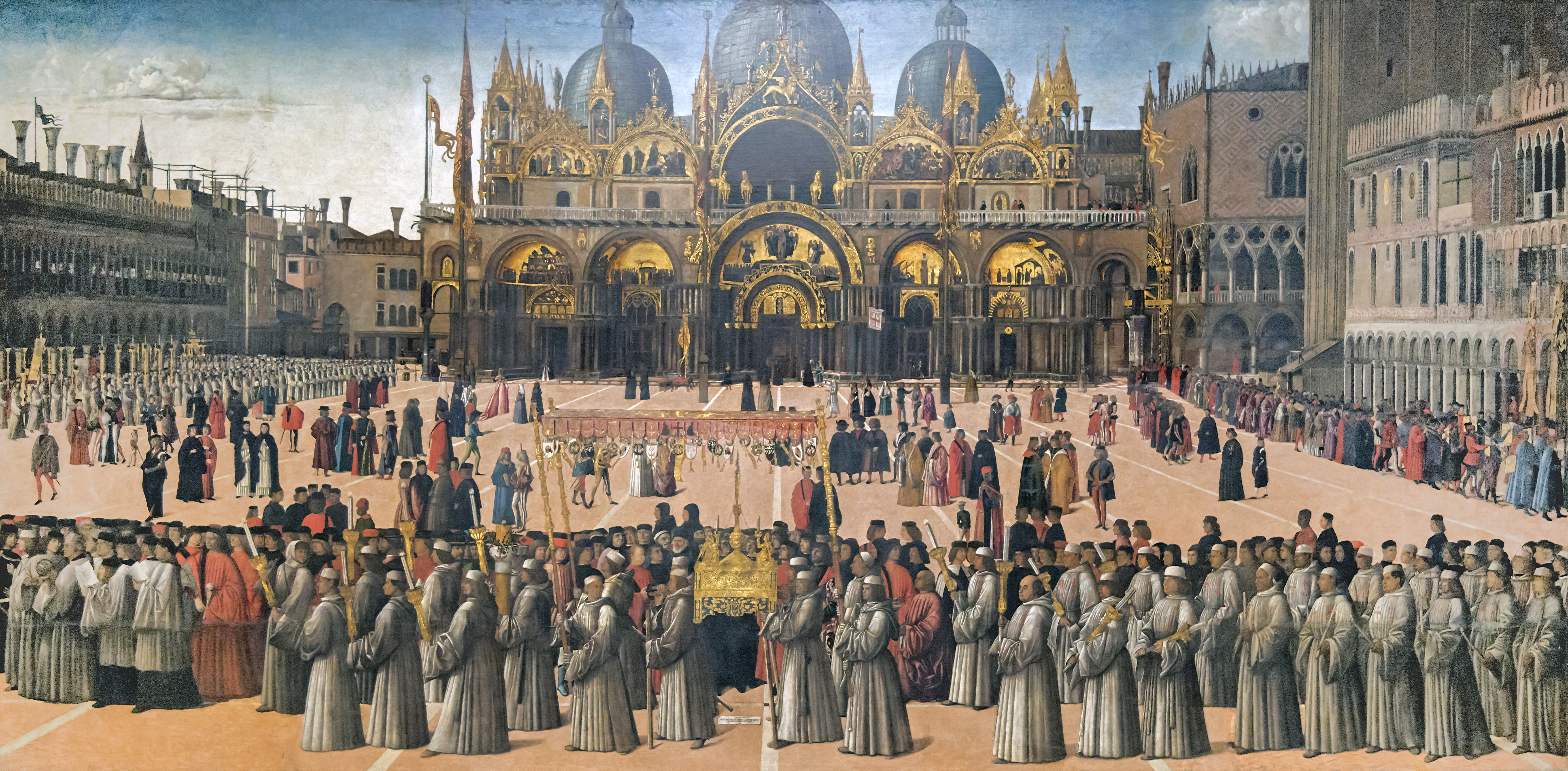
Процесія реліквії Святого Хреста на площі Сан Марко, Джентіле Белліні, 1496

Будівництво сучасної базиліки було розпочато в 1063 за правління дожа Доменіко Контаріні. У 1071 у ще недобудованому соборі був зведений на посаду дожа Доменіко Сельво, за якого у 1071—1084 роках був розпочатий перший цикл створення мозаїчного оздоблення базиліки. Освячення храму відбулося у 1094 за дожа Вітале Фальєро, який був похований в галереї на місці сучасного нартексу собору.
Хрестовокупольна п'ятиголова церква була зведена за зразком константинопольського храму Апостолів. Протягом наступних століть церква безперервно розширювалася і прикрашалася: в 1159 почалися роботи з облицювання собору мармуром, в XII столітті були виконані мозаїки центральних куполів і склепінь, у 1343—1354 прибудовані баптистерій і капела Святого Ісидора, у XV столітті — капела Масколі і сакристія (1486—1493), у 1504—1521 — капела Дзен. Зовнішнє оздоблення собору було завершено до кінця XV століття, про що свідчить його зображення на картині Джентіле Белліні «Процесія реліквії Святого Хреста на площі Сан Марко» (1493 рік). Титул головного будівничого собору в різний час носили такі архітектори як Якопо Сансовіно і Бальдассаре Лонгена.
Безліч стародавніх реліквій потрапило до собору після розграбування хрестоносцями Константинополя у 1204 році. До них належать квадрига на західному фасаді, «золотий вівтар» візантійської роботи, ікона «Мадонна Нікопея».
Базиліка відігравала важливу роль в історії Венеційської республіки. За сформованою традицією глава республіки повинен був постати перед городянами і публічно проголошувався дожем з преголи, правої кафедри, спеціально влаштованої для цієї мети в соборі. Попри те, що базиліка до 1807 року була лише палацовою капелою, в ній проходили великі офіційні церемонії (благословення війська перед війною в тому числі перед четвертим хрестовим походом, демонстрація захоплених у ворогів прапорів). У базиліці відбулася покаянна зустріч Фрідріха Барбаросси з папю Олександром III. Собор повністю перебував в юрисдикції дожів і мав власний причт, незалежний від місцевого єпископа.
У 1807 за наказом Наполеона в собор Сан Марко з церкви Сан-П'єтро ді Кастело була перенесена кафедра патріарха Венеції (титул належить єпископу Венеції з 1451) і храм став кафедральним собором Венеції.
В теперішній час собор є діючим храмом. У будні богослужіння проводяться в капелі святого Ісидора. Крім мощей апостола Марка серед реліквій базиліки виділяються глави апостолів Якова Молодшого і Тита, мощі мученика Ісидора та образ Богородиці «Нікопея», що робить собор центром християнського паломництва.

## Архітектура

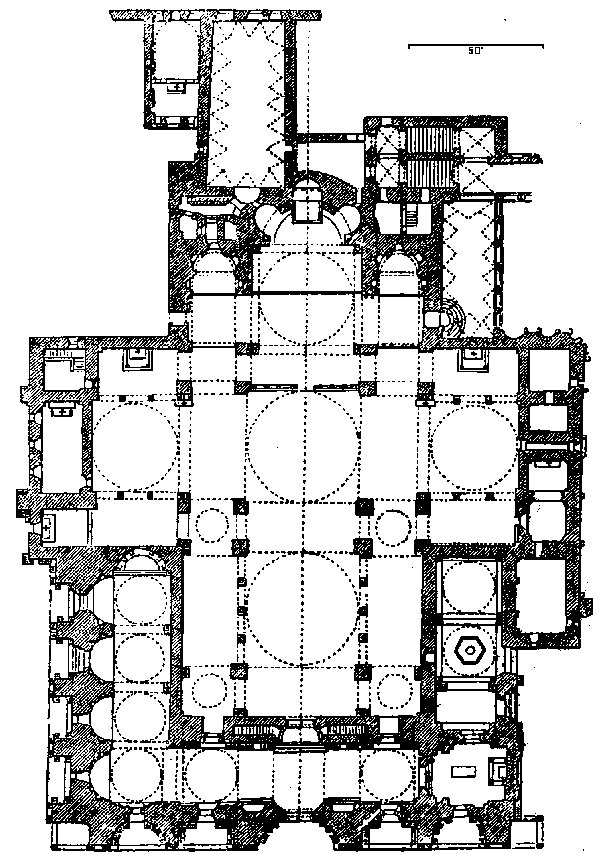
План собору

### Характеристика архітектурного стилю
Тривале будівництво базиліки справило вплив на її архітектурний стиль. Побудований як класична грецька базиліка з суворим романським фасадом, собор за роки перебудов набув свого сучасного образу, в якому змішалися різні стилі. Це пояснюється також тим, що в його оздобленні використані привезені до Венеції в різний час східний мармур, колони різних ордерів, грецькі та романські барельєфи, візантійські і італійські скульптури, готичні капітелі. Все це було поєднане майстрами в гармонійній архітектоніці собору.

### Загальні особливості
Собор побудований у формі грецького хреста і є типовою візантійською хрестовокупольною базилікою, побудованою за зразком константинопольської церкви Святих Апостолів, але не є її точним повторенням. Наприкінці XII століття до базиліки був прибудований просторий нартекс, а в наступні століття ряд інших приміщень (декілька капел, баптистерій, сакристія). За винятком вівтарної частини, що закінчується абсидою, рукави хреста розділені аркадами на три нефи, хори (другий поверх бічних нефів) відсутні. Розміри базиліки становлять 76,5 (довжина разом з вівтарною частиною) на 62,5 метрів. Висота базиліки (по центральному куполу) — 43 метри.

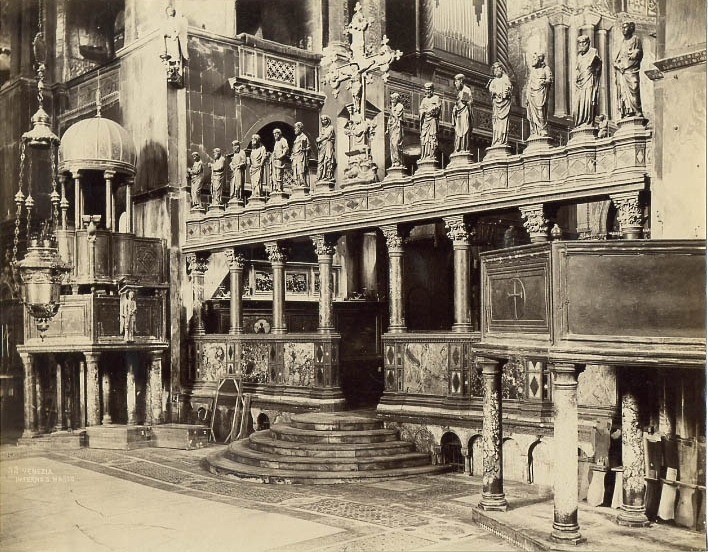
Темплон

Вівтарна частина (презбітерій) за східним зразком відділена від центрального нефа готичним іконостасом, створеним у 1394 році майстрами П'єтро Паоло і Якобелло Делле Масеньє. Вівтарна перешкода створена з кольорового мармуру і увінчана великим хрестом, по боках від якого встановлені чотирнадцять статуй (дванадцять апостолів, Діва Марія і апостол Марк). У вівтарній частині встановлений ківорій (V століття), під яким знаходиться головний вівтар храму з мощами святого Марка, перенесеними в собор з крипти у 1835 році. Він висічений з суцільного шматка зеленого східного мармуру та підтримується чотирма колонами з вапняного алебастру (XIII століття). На кожній колоні у дев'ять рядів розташовані рельєфи з історією Діви Марії і Ісуса, в яких, крім канонічних, зображені апокрифічні історії.

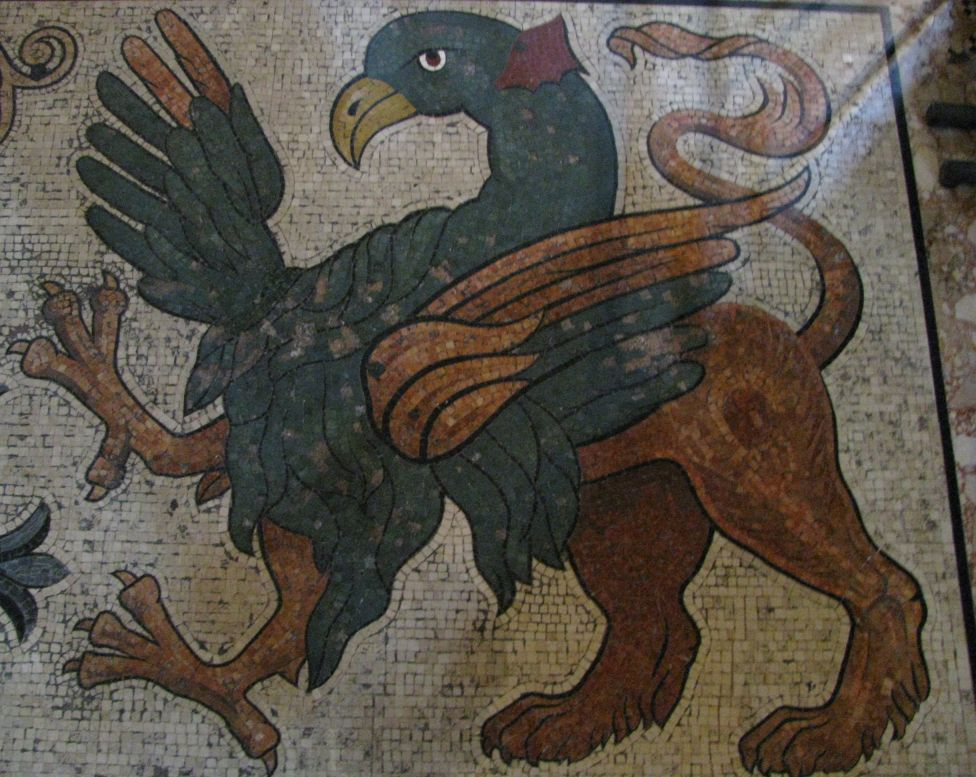
Грифон (деталь набірної підлоги)

Мармурова набірна підлога базиліки створена в XII столітті і гармонує із зовнішнім і внутрішнім мармуровим оздобленням собору. Вона виконана з плит поліхромного мармуру зі вставками мозаїчних зображень (створені в період до XV століття), виконаних з маленьких шматочків мармуру різної форми і розміру. Серед мозаїк підлоги присутні як геометричний орнамент (кола, квадрати, восьмикутники), так і зображення тварин, рослинний орнамент. Частина орнаментів була створена у 1425 році флорентійським художником Паоло Учелло.
Кампаніла собору (дзвіниця) стоїть окремо і має висоту близько 100 метрів. Вона була побудована у 1514 році і крім церковних функцій слугувала також маяком для кораблів, які входили у лагуну. Дзвіниця повністю зруйнувалася у 1902 році, але була відновлена в первісному вигляді у 1912 році.

### Фасади
Спочатку зовнішній вигляд собору відповідав суворим канонам романського стилю. Більш розкішне мармурове облицювання фасаду собору була виконане у XIII столітті. Ідея більш пишного оздоблення фасаду виникла після четвертого хрестового походу, коли до Венеції були вивезені колони і капітелі з константинопольських палаців і храмів.
Головний фасад
Облицьований мармуровими плитами, прикрашений колонами, увінчаними капітелями коринфського ордера. Має п'ять входів, оформлених у вигляді порталів з колонами у два яруси. Архівольти центрального порталу прикрашені композиціями з алегоричними образами мистецтв і ремесел. Арки порталів і розташованих над ними люнетів прикрашені мозаїкою. Люнети прикрашені готичним вінцем, виконаним в XIV—XV століттях тосканськими майстрами. Між арками вінця, прикрашеними рослинним орнаментом, встановлені башточки з фігурами святих. У крайніх вежах фасаду зображена сцена Благовіщення (архангел Гавриїл у крайній лівій башточці, Діва Марія — в крайній правій). Між ними в чотирьох вежах встановлені фігури євангелістів з їхніми символами.
| Центральний вхід | Центральний вхід                                                                      | Центральний вхід | Центральний вхід                                                                      | Центральний вхід |
| Мозаїки люнетів (виконані в 1617—1618 роках Луїджи Гаетано за ескізами Маффео Верони) | Мозаїки люнетів (виконані в 1617—1618 роках Луїджи Гаетано за ескізами Маффео Верони) | Мозаїки люнетів (виконані в 1617—1618 роках Луїджи Гаетано за ескізами Маффео Верони)                               | Мозаїки люнетів (виконані в 1617—1618 роках Луїджи Гаетано за ескізами Маффео Верони) | Мозаїки люнетів (виконані в 1617—1618 роках Луїджи Гаетано за ескізами Маффео Верони) |
| --- | ------------------------------------------------------------------------------------- | --- | ------------------------------------------------------------------------------------- | --- |
| |                                                                                       | |                                                                                       | |
| «Зняття з хреста» | «Зішестя Ісуса Христа у пекло»                                                        | Вітраж і лоджія з квадригою                                                                                         | «Воскресіння Христове»                                                                | «Вознесення Христове» |
| Мозаїки арок порталу |                                                                                       | |                                                                                       | |
| |                                                                                       | |                                                                                       | |
| «Процесія перенесення мощей святого Марка у собор» | «Дож і венеційська сеньйорія зустрічають тіло святого Марка»                          | «Явлення Христа Судії»                                                                                              | «Прибуття мощей апостола Марка у Венецію»                                             | «Перенесення тіла святого Марка на корабель» |
| Найстарша з мозаїк фасаду (XIII століття), зображує подію набуття мощей апостола після закінчення будівництва сучасної базиліки. Під час тривалого будівництва церкви мощі були заховані дожем і настоятелем собору, щоб уникнути їхнього викрадення. Схованка була загублена, а потім дивом була відкрита в пілястрі базиліки. | Мозаїка Леопольда даль Поццо по картону художника Себастьяна Річчі, 1728—1729 роки.   | Найбільш пізня з мозаїк собору, виконана у 1836—1838 роках Ліборіо Саландрі по картону художника Латтанціо Кверено. | Невідомий мозаїст по картону художника П'єтро Веккіа, 1660 рік.                       | Невідомий мозаїст по картону художника П'єтро Веккіа, 1660 рік. Зображений огляд сарацинами корабля венеційських купців в Александрії, для запобігання виявлення мощей венеційці поклали їх у кошики і закрили свинячими тушами. |

Попри те, що більшість наявних мозаїк фасаду були створені в XVII—XVIII століттях, загальний архітектурний задум мозаїчного оздоблення фасаду був виконаний в XV столітті, що підтверджує картина Джентіле Белліні «Процесія реліквії Святого Хреста на площі Сан Марко» (1493 рік). Всі «нові» мозаїки повторюють старовинну іконографію відповідно до розпоряджень Верховних прокураторів Сан Марко, які в разі переробки втраченої або зруйнованої мозаїки доручали відтворити її сюжет згідно з давнім зразком і зробити пояснювальний напис.
Бронзові двері собору (за винятком центральної) були створені в XII—XIV століттях. Їхній автор, венеційський ювелір Бертуччо, в 1300 році залишив на одній з них напис, що при роботі над ними він керувався зразком дверей центрального порталу. Двері центрального порталу датуються VI століттям і були, як багато інших елементів фасаду, привезені до Венеції з Константинополя. Стулки виконані з поперечних бронзових пластин, які прикрашені 34 рядами арок, розташованих у формі хвоста павича.
Між арками вхідних порталів, під розташованою вище лоджією, встановлені візантійські плити з парними барельєфами, які розташовані симетрично по відношенню до головного порталу. Цикл починається з зображень двох святих воїнів — Димитрія Солунського і Георгія Змієборця. Далі йдуть зображення Богородиці й архангела Гавриїла в сцені Благовіщення. Замикають цикл два зображення подвигів Геракла: приборкання Еріманфского вепра (плита візантійського походження епохи Феодосія) і вбивство Лернейської гідри (плита венеційської роботи, XIII століття).
Південний фасад

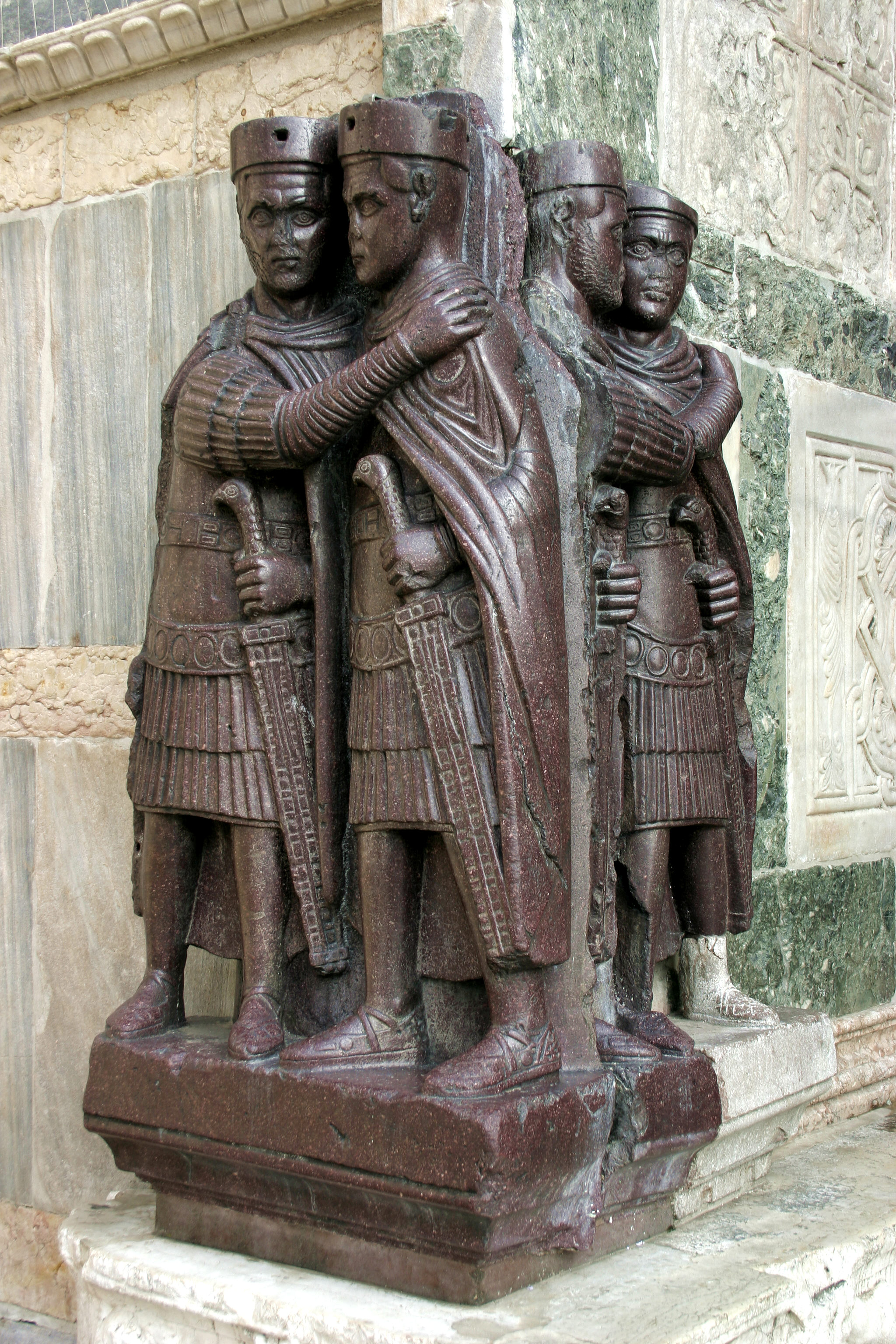
Порфірові тетрархи

Виходить на п'яцетту і Палац дожів. Фасад облицьований мармуром, оздоблений мозаїкою і статуями святих. Найвідомішим є образ святого Христофора, який також повторюється у вигляді скульптури на північному фасаді і мозаїки в нартексі. Розміщення зображення Христофора на південному фасаді, зверненому до моря і видному з води, пояснюється давнім повір'ям, що того, хто подивиться на образ цього святого, цього дня не торкнеться ніяке зло. Під зображенням Христофора знаходиться єдиний вхід в собор з боку моря. Він прикрашений напівкруглим тимпаном з рельєфами пророків (XIII століття).
Південний фасад прикрашають численні декоративні елементи, вивезені з Константинополя. Найбільший інтерес становить скульптура чотирьох тетрархів, виконана з порфіру. Тетрархи встановлені на розі скарбниці, поряд з ним знаходяться аркитанські пілястри.
Північний фасад
Прикрашений мармуровою інкрустацією різного походження. Фасад має один вхід, що веде до нартексу собору. Він виконаний у формі порталу і прикрашений скульптурним зображенням Різдва Христового, створеним венеційськими майстрами у XIII столітті згідно з візантійськими канонами. Через використання в декорі порталу рослинного орнаменту вхід отримав назву Порта деї Фьйорі («ворота квітів»).

#### Квадрига Святого Марка

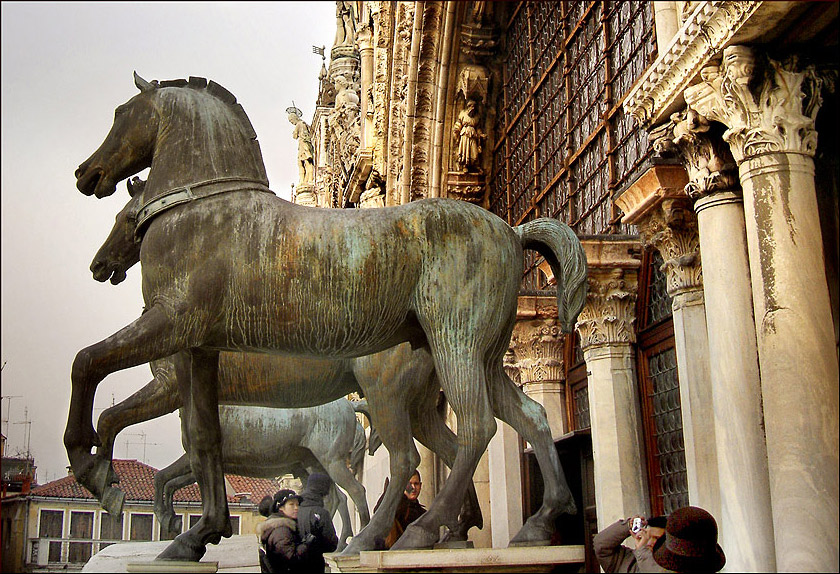
Квадрига Святого Марка

Квадрига Святого Марка — квадрига з позолоченої бронзи, встановлена на лоджії собору. Є єдиним збереженим зразком багатофігурної кінської античної скульптури. Створення квадриги приписують скульптору Лісиппу і датують її IV століттям до н. е.
Квадрига прикрашала константинопольський іподром і була вивезена до Венеції в 1204 році в ході Четвертого хрестового походу після розграбування хрестоносцями Константинополя дожем Енріко Дандоло. Вона була встановлена на лоджії базиліки Сан-Марко в період правління дожа Реньєро Дзено (1252—1268 роки). Під час реставрації собору, проведеної у 1970-х роках, було ухвалено рішення замінити копією квадригу на лоджії собору. 1982 року оригінал квадриги помістили в музеї базиліки, який розташований у верхніх приміщеннях нартексу собору.

### Куполи

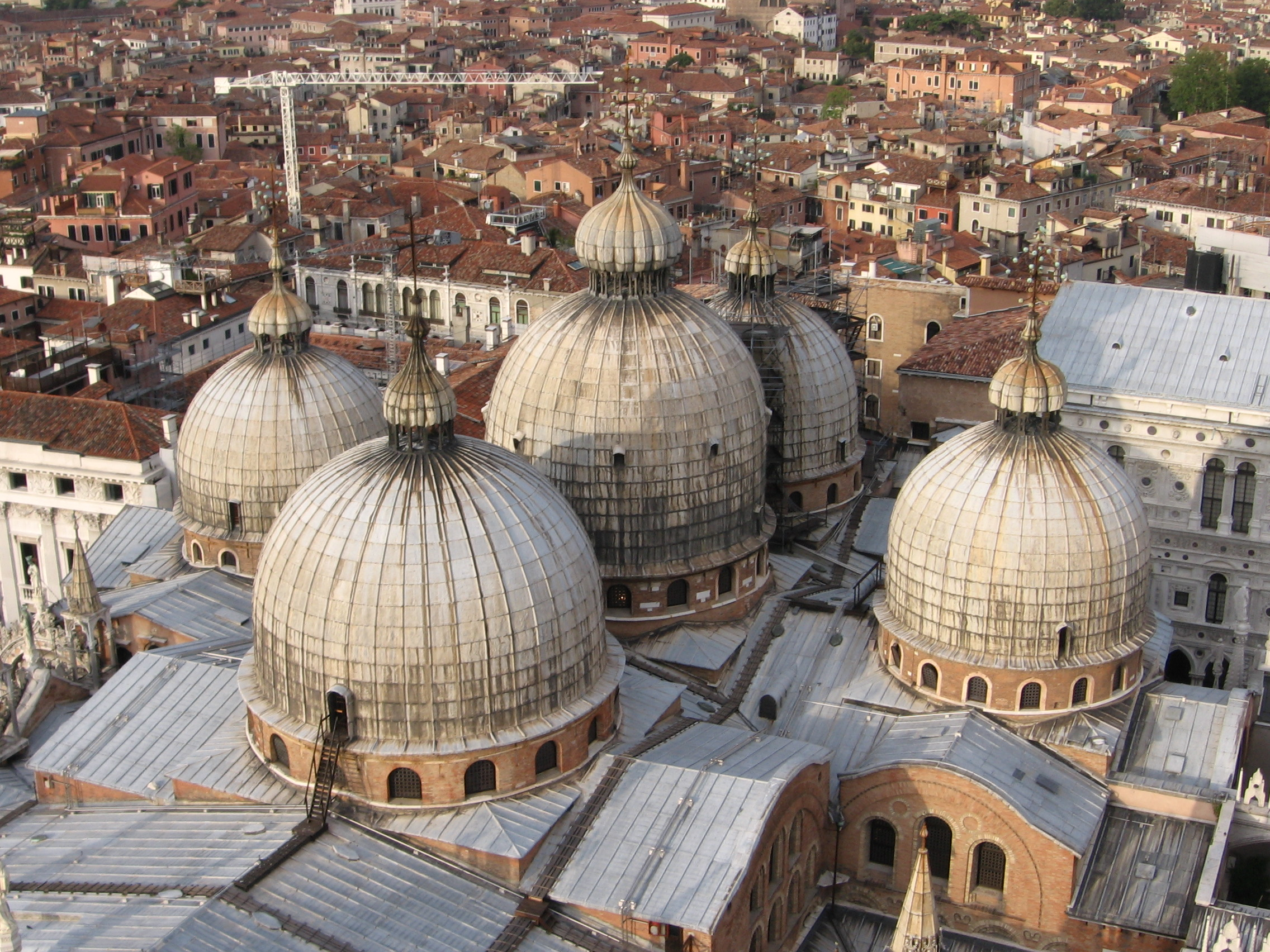
Куполи собору

Собор, побудований у формі грецького хреста, має п'ять куполів: чотири над гілками хреста і центральний над середохрестям. Куполи були створені в XIII столітті під час правління дожа Себастьяно Дзіані. На їхню архітектуру вплинули східні церкви і мечеті, знайомі венеційським купцям і учасникам хрестових походів.
Куполи викладені з цегли і встановлені на невисоких барабанах з вікнами по периметру; зовні їх покриває дерев'яний каркас, облицьований свинцевими пластинами. Кожен з куполів собору звершує маківка, на якій закріплений хрест, увінчаний позолоченою кулею. Хрести звернені в напрямку чотирьох сторін світу. Діаметр центрального купола становить 13 метрів, він підноситься над підлогою базиліки на 28,15 метрів.

### Крипта
Приміщення крипти розташоване під пресбітерієм і бічними капелами Апостола Петра і Святого Климента. У крипті збереглася частина архітектурних елементів, що належать до першої базиліки. Вони були виявлені під час реставраційних робіт другої половини XX століття. У центрі крипти розташована каплиця, прикрашена ажурною мармуровою плитою візантійської роботи. Під нею до 1835 року перебували мощі апостола Марка поки не були перенесені до головного вівтаря собору.

## Внутрішнє оздоблення

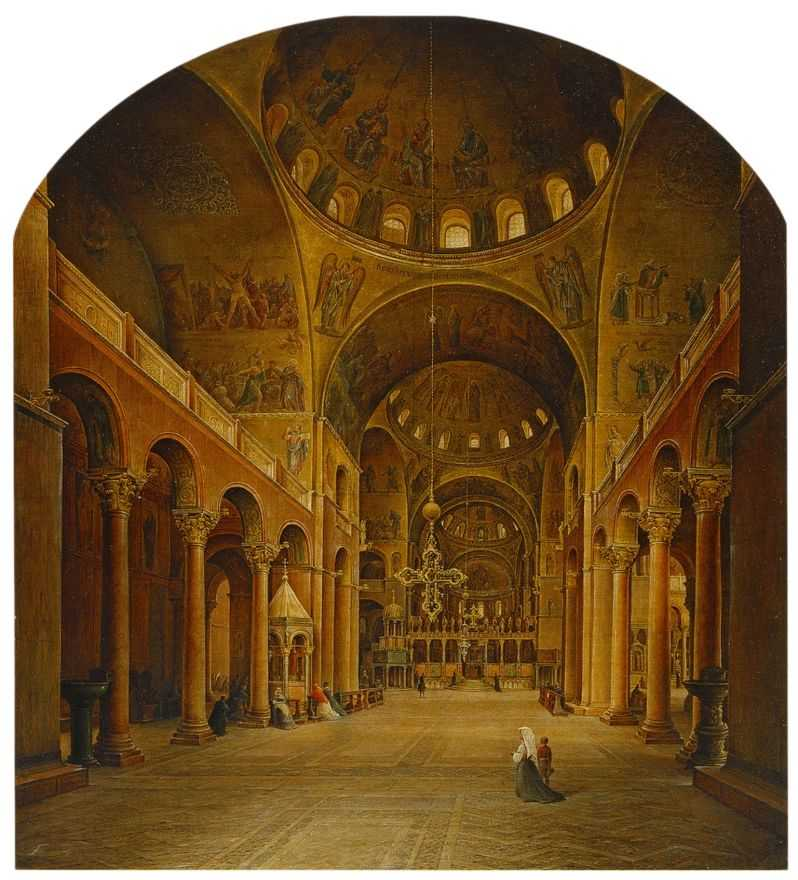
Внутрішній вигляд собору Святого Марка
(малюнок Григорія та Никанора Чернецових, 1846 рік)

Склепіння, куполи і верхній рівень стін собору вкривають мозаїчні полотна загальною площею близько 4000 кв. м. Створення мозаїчного оздоблення собору було розпочато в 1071 році (мозаїки апсиди) і тривало протягом більше двохсот років (мозаїки нартексу були завершені у 1280 році). Мозаїчний цикл собору Святого Марка є одним з найбільш значущих зразків цього виду мистецтва.
Ранні мозаїки створювалися безіменними майстрами, які слідували суто традиції іконописного канону. У XI столітті до створення мозаїк залучалися візантійські майстри, пізніше роботу стали виконувати венеційські мозаїсти. У наступні століття при оновленні та реконструкції мозаїк картони, за якими викладалися композиції, створювали Якопо Белліні, Паоло Учелло, Мантенья, Тиціан і Тінторетто. Матеріалом для мозаїк слугувало скло, яке виготовляється на острові Мурано. Скляна маса різних кольорів викладалася на тлі золотої фольги, завдяки чому утворюється сяйво, попри мізерне освітлення собору.
Мозаїки зображують сюжети історій Старого і Нового заповітів, сцени з житія Богородиці, апостола Марка, Івана Хрестителя і святого Ісидора. Англійський теоретик мистецтва Джон Раскін писав: «Жодне місто не мало настільки прославленої Біблії. Храм-книга, блискучий здалеку подібно Вифлеємській зірці».

### Мозаїки нартексу
Нартекс був прибудований до собору наприкінці XII — у XIII століттях і прикрашений мозаїкою роботи венеційських майстрів-мозаїстів. Мозаїчний цикл присвячений старозавітним сюжетам і має за мету показати значення пришестя Ісуса Христа в ділі спасіння людства. Зразком для ряду старозавітних композицій послужили мініатюри з ранньовізантійського рукопису Книги Буття, пізніше відомого як Коттоновий Генезис (VI ст.), що перебував у Венеції. Мозаїкою покриті малі куполи, склепіння і люнети нартексу, сюжет поділяється на наступні групи:
Купол створення світу

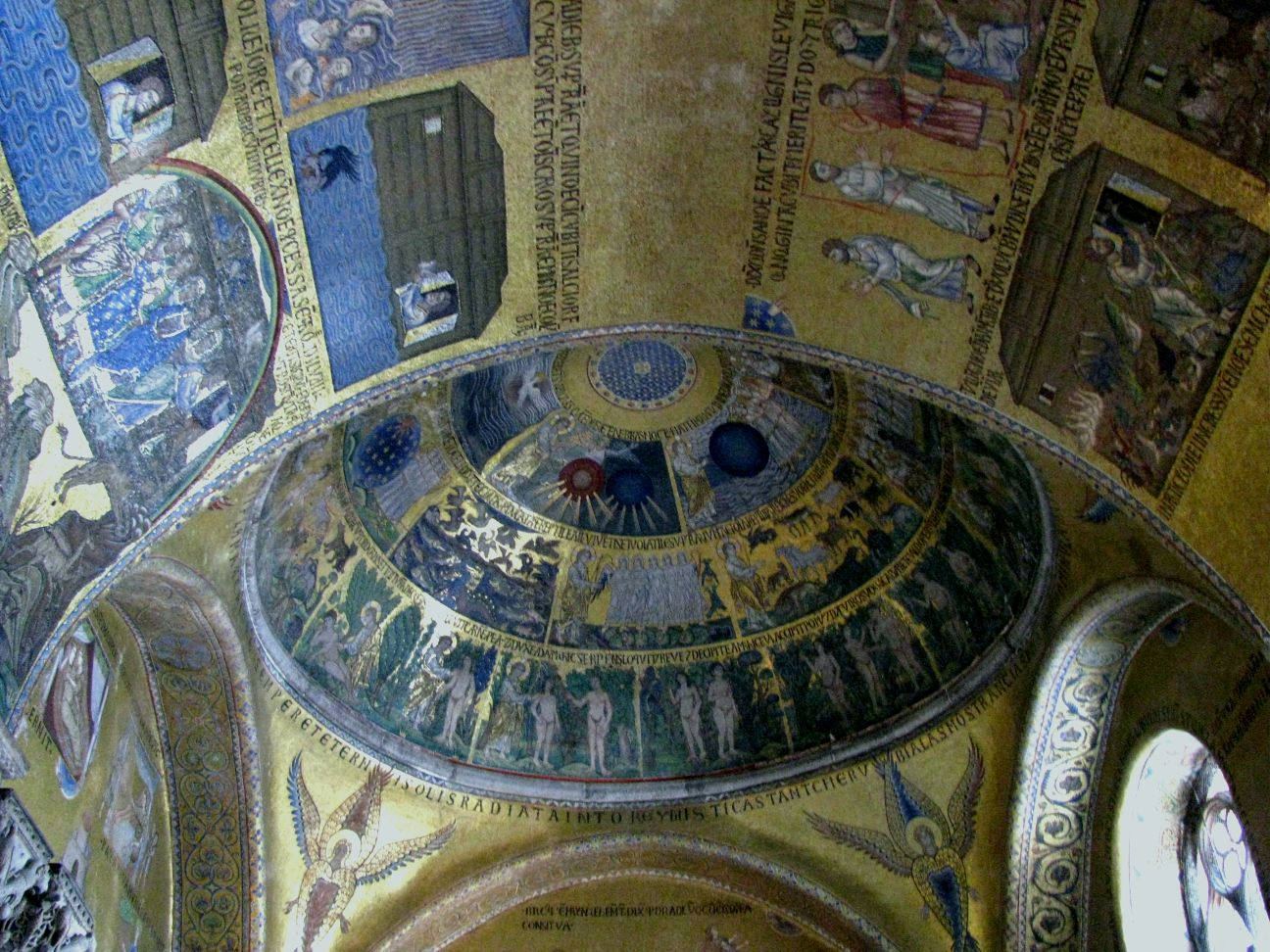
Купол створення світу і мозаїки арок

Купол розділений на три кругові смуги, розташовані навколо центральної композиції із золотих лусочок. Він містить 26 сцен, присвячених першим главам книги Буття, і супроводжується текстом латиною: «На початку Бог створив Небо та землю. Дух Божий ширяв над поверхнею води» (Бут 1:1-2).
Кожному з шести днів творіння присвячена окрема сцена, в якій, згідно зі східною іконографією, постать Творця зображена в образі парубка-Христа з хрещатим німбом і високим хрестом у руці. У всіх сценах Творця супроводжує фігура ангела, який символізує кожен день творіння. Цікавою є сцена благословення сьомого дня, на якій Бог, сидячи на престолі в оточенні небесного почту, дає благословіння ангелу, який символізує суботу. Наступні сцени купола присвячені історії створення Адама і Єви, їх гріхопадінню і вигнанню з раю. На сцені вигнання з раю, на задньому плані серед райських кущів зображений хрест, як символ майбутнього спасіння.
Люнети дверей
На люнетах і арках дверей, що ведуть у собор, мозаїчний цикл розповідає про народження дітей прабатьків, про вбивство Каїном Авеля, про загибель людства під час всесвітнього потопу та порятунок праведного Ноя. Далі йде сцена будівництва Вавилонської вежі, де вежа зображена на тлі середньовічного міста, оточеного зубчастою стіною, в якому каменярі слідують вказівкам, розміщеного в центрі композиції начальника. Поруч знаходиться зображення біблійного змішання мов, де Бог, стоячи перед незавершеною вежею, розділяє людей по сторонах світу. Далі слідують сцени з життя Авраама, де присутній сюжет його бесіди з Богом, зображеним у вигляді руки, що з'являється із смужки неба.

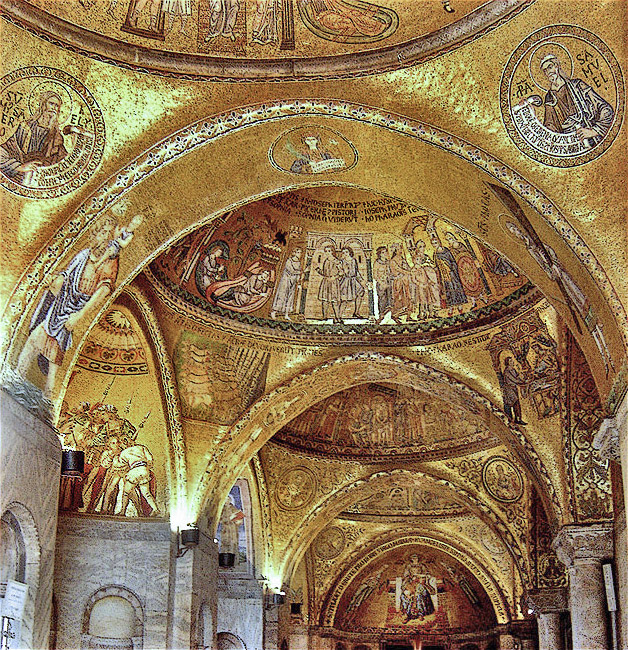
Куполи Йосипа
Історії Йосипа Прекрасного присвячені три малих куполи у північній частині нартексу. У них ця біблійна історія докладно змальована (29 сцен) і супроводжується відповідними цитатами зі Старого Заповіту (написані латиною у формі скорочень). У низці сцен єгипетські споруди (будинки, зерносховища) зображені у формі пірамід. В парусах куполів присутні зображення старозавітних пророків, які тримають в руках сувої з їхніми пророцтвами про пришестя Ісуса Христа.
Купол Мойсея
Містить вісім базових сцен з життя пророка Мойсея, починаючи від його порятунку у водах Нілу і закінчуючи втечею євреїв з Єгипту. Сцени не відділені одна від одної золотим тлом, як на решті мозаїк, а слідують одна за одною в обрамленні стилізованих пейзажів і архітектури.
Вхідний портал
Навколо порталу в чотирьох нішах поміщені мозаїчні зображення чотирьох євангелістів. Їх створення належить до кінця XI століття, тобто до періоду до будівництва нартексу, коли портал слугував входом до собору з боку площі. Мозаїки містять грецькі римовані написи, звернені до кожного євангеліста (наприклад, «Душі підступної відбий удар, святий Матвій», «Де у вічності залишився ти — нас, чистий Іван, туди веди»). У великій напівкруглій ніші, розташованій над порталом, поміщене величне мозаїчне зображення апостола Марка, створене в 1545 році братами Дзуккато по картону, який приписують Тиціану. Поруч розміщена молитва, звернена до святого: «Марку, відпусти гріхи тих, які, склавши руки, волають до тебе, твоїм заступництвом і милосердям Божим, нехай будуть вони порятовані».

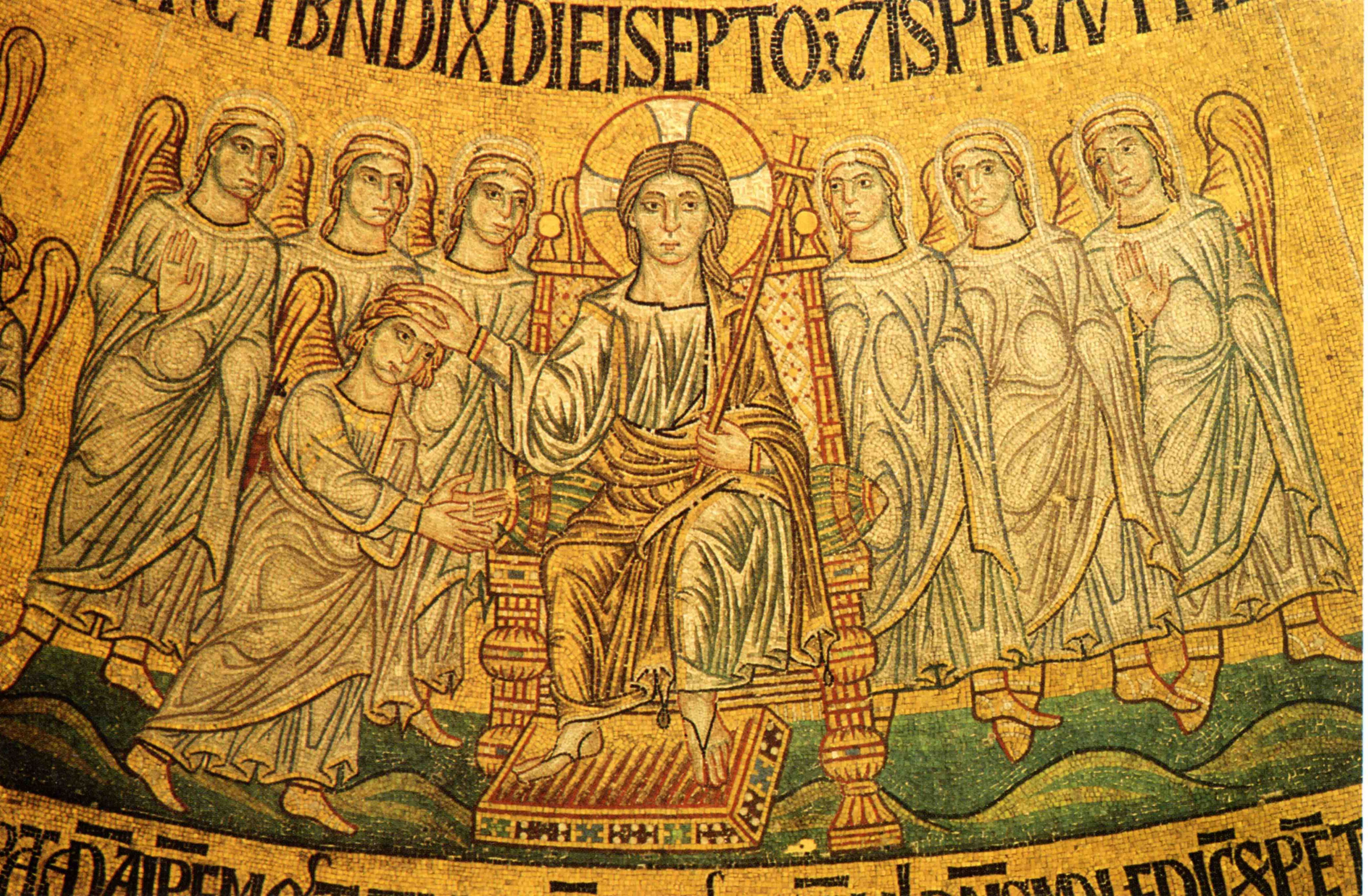
Благословіння сьомого дня
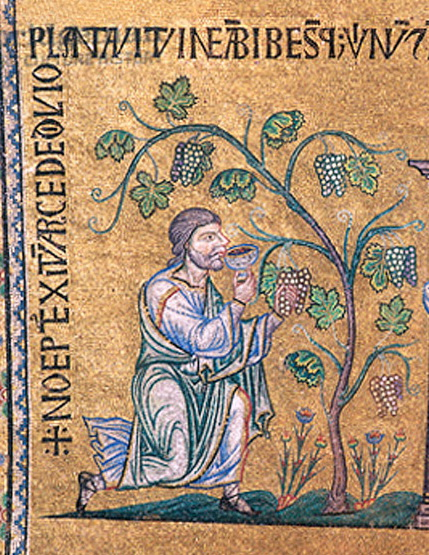
Ной-виноградар
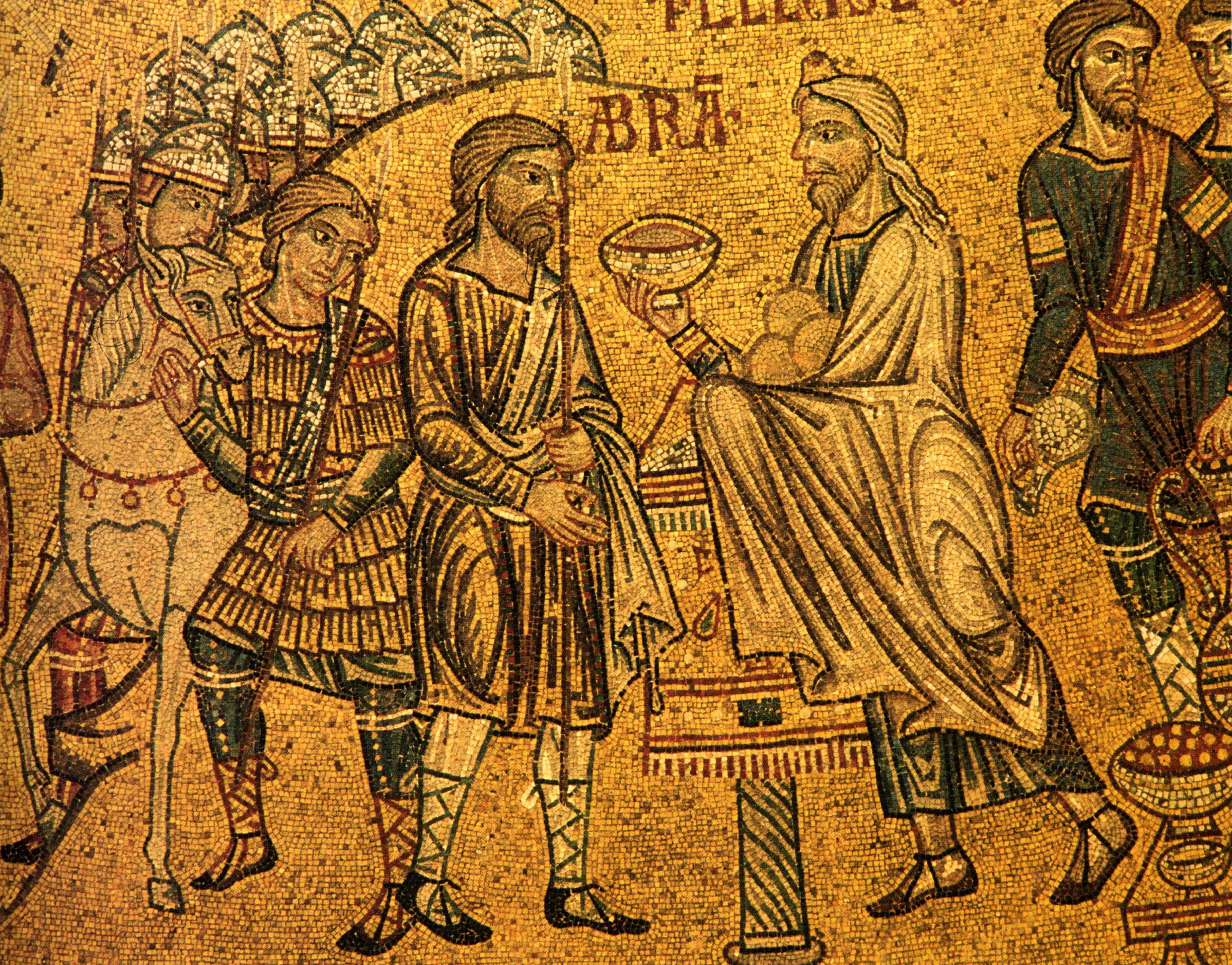
Зустріч Авраама і Мелхіседека
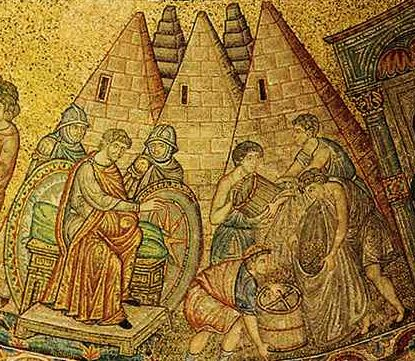
Йосип розподіляє зерно

### Мозаїки інтер'єру

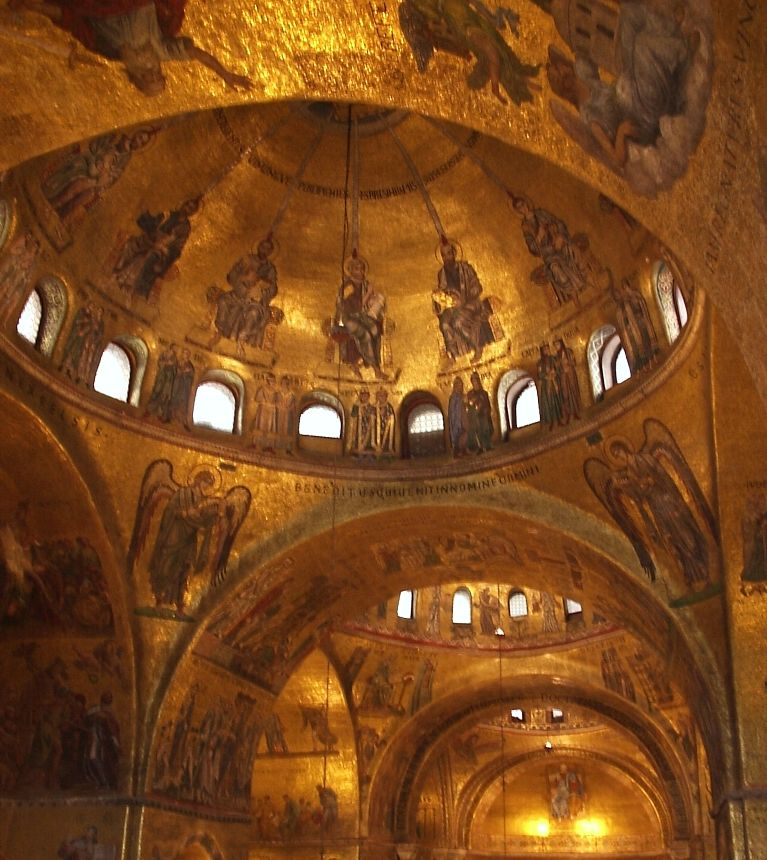
Інтер'єр собору
(купол зішестя Святого Духа)

Мозаїки собору становлять собою логічне продовження сюжетів нартексу, що зображує сцени очікування Месії. Всередині собору мозаїки зображують сюжети із земного життя Ісуса Христа, Богородиці та апостола Марка. У люнетах над центральним входом поміщений Деісус, виконаний у візантійській традиції, але фігура Івана Хрестителя замінена святим Марком, покровителем міста. В руках Христа Євангеліє відкрите на словах: «Я двері: коли через Мене хто ввійде, спасеться» (Ів. 10:9). На стінах центрального нефа, що примикають до центрального входу, зображені сцени з Об'явлення Івана Богослова.
Мозаїки центрального нефа

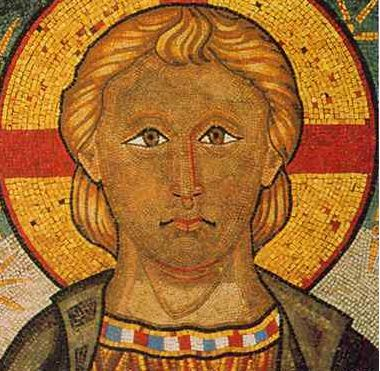
Христос Еммануїл
(мозаїка куполу пресбітерія)

Цикл мозаїк центрального нефа починається з пресбітерія, де в куполі вміщено зображення Богородиці в оточенні пророків, що показують їй сувої з текстами своїх пророцтв про пришестя Месії. Поруч з Марією стоїть пророк Ісая, який вказує на зображеного в центрі купола безбородого юнака, і вимовляє свої знамениті пророчі слова: «Ось Діва в утробі зачне, і Сина породить, і назвеш ім'я Йому: Еммануїл» (Іс. 7:14). Поруч розташована фігура царя Давида в пишному візантійському вбранні, який передрікає царське походження Спасителя: «Від плоду утроби твоєї Я посаджу на престолі твоїм» (Пс. 131:11).
Тема пророцтв про пришестя Христа продовжується на стінах центрального нефа, які прикрашені десятьма мозаїчними картинами, створеними у XIII столітті. На лівій стіні в повний зріст зображений Христос Еммануїл в оточенні пророків Осії, Йоіла, Міхея та Єремії, а на правій — Богородиця з пророками Ісайєю, Давидом, Соломоном і Єзекіїлем.
Склепіння над іконостасом прикрашене мозаїкою, що зображує початок виконання пророцтв. На ньому зображено чотири композиції: Благовіщення, Поклоніння волхвів, Стрітення та Хрещення Господнє. Ці мозаїки були створені у XIV столітті за ескізами Тінторетто на місці більш раннього мозаїчого циклу, що зруйнувався.
Мозаїки трансепта

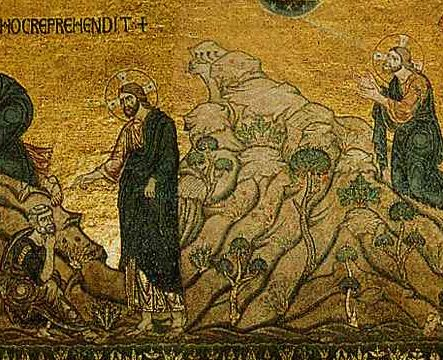
Моління про чашу

На стінах і склепіннях трансепта зображені численні сцени новозавітної історії. Крім окремих композицій (Спокушання Христа, Вхід у Єрусалим та інші) є й мозаїчні цикли. До них належать: «Дива Христові» (зображені благодіяння Ісуса для хворих і грішних) і «Страсті Христові». У пристрасному циклі особливо виділяється мозаїка «Моління про чашу», створена в XIII столітті, на якій зображені в окремих клеймах всі три моління Ісуса в Гетсиманському саду перед арештом.
На арках центрального купола розташовані великі мозаїчні полотна, що зображують останні події земного життя Ісуса Христа: розп'яття, зішестя в пекло і Воскресіння. Головний купол собору, розташований на перетині трансепта і центрального нефа прикрашений мозаїкою Вознесіння Христове. У центрі купола на тлі зоряного кола зображена фігура Христа, що сидить на веселці, яку підносять вгору чотири ангела. Нижче по периметру розташовані фігури дванадцяти апостолів і Діва Марія в оточенні двох ангелів. Між вікнами барабана центрального купола поміщені шістнадцять жіночих фігур, які уособлюють чесноти і блаженства. З них вирізняється постать в царському вбранні, що зображає милосердя, її обрамляє напис: «матір усіх чеснот».
Новозавітний цикл мозаїк завершується куполом зішестя Святого Духа. У його центрі на престолі зображений Святий Дух в образі голуба, від якого вогненні язики виходять на зображених по колу апостолів. Між вікнами барабана купола поміщені зображення різних народів, що слухають проповідь апостолів.

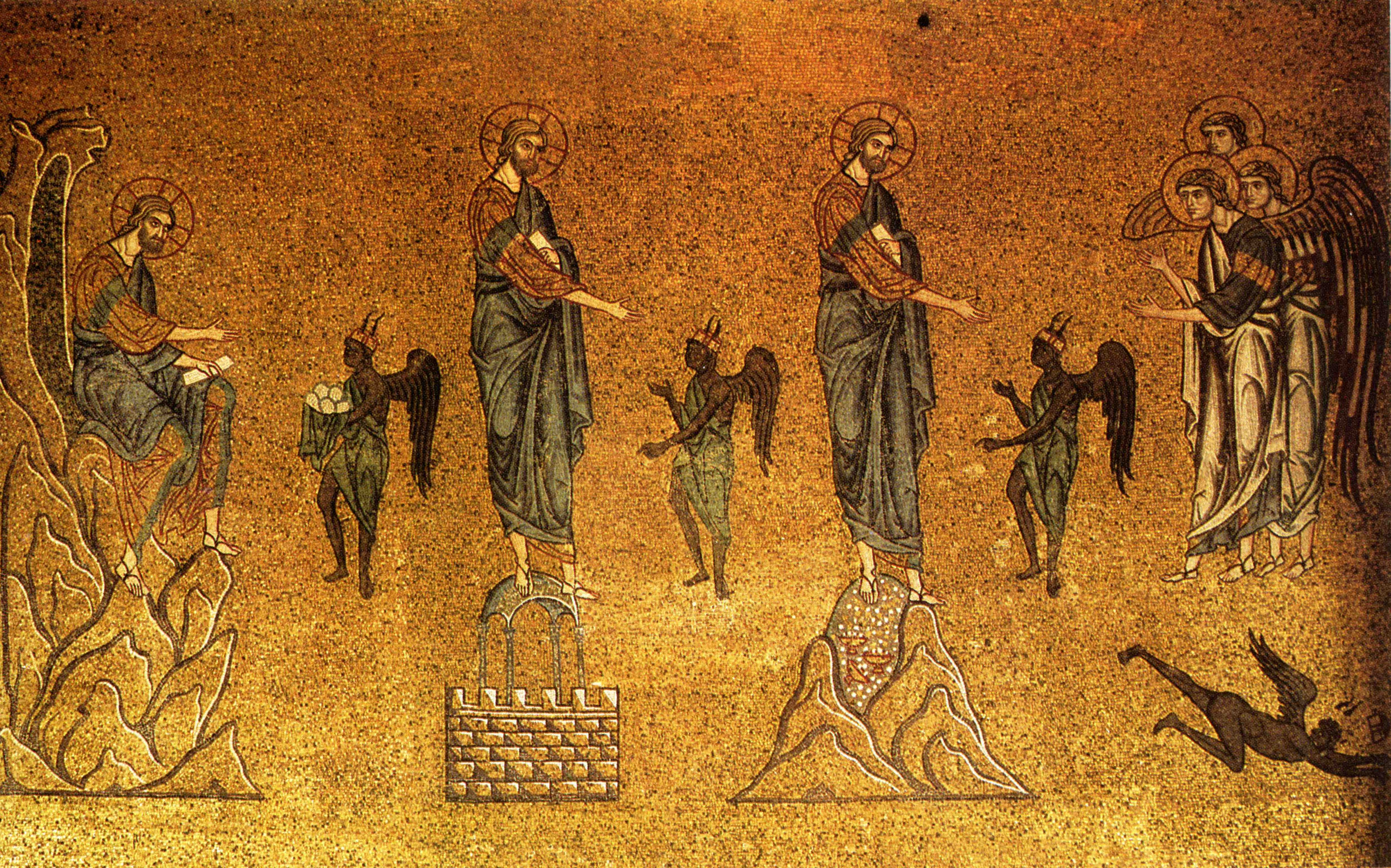
Спокушання Христа
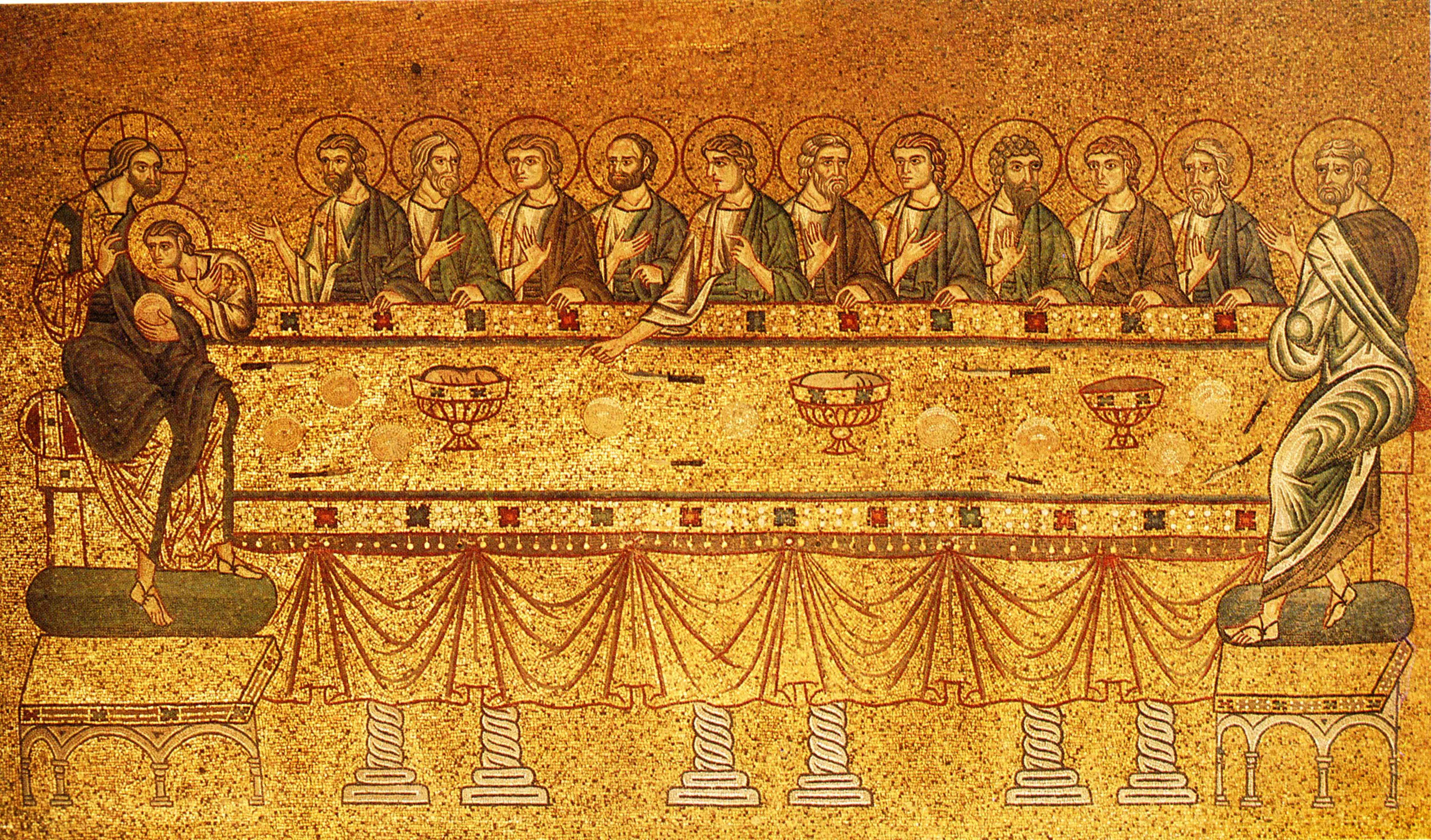
Тайна вечеря
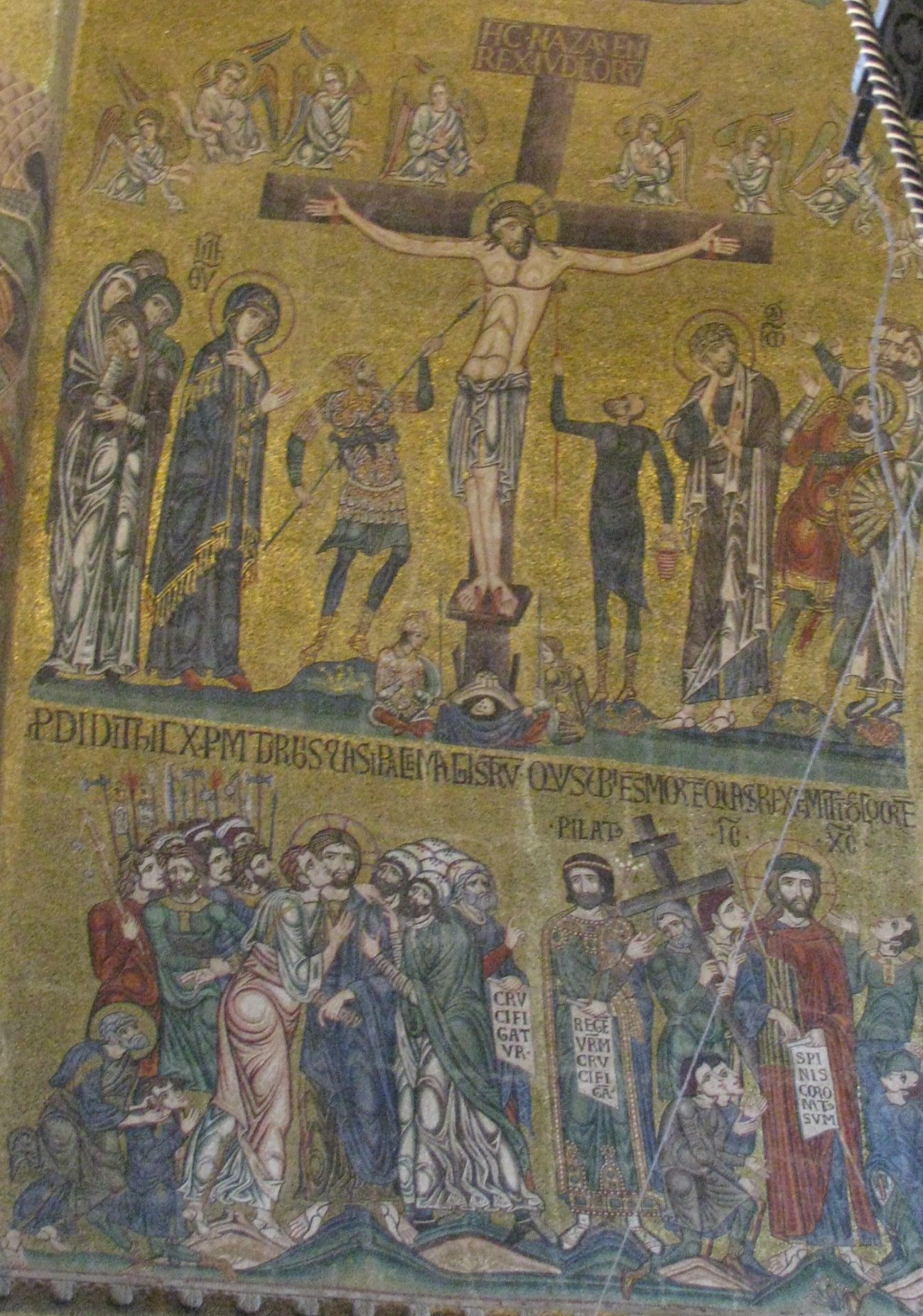
Страсті Христові
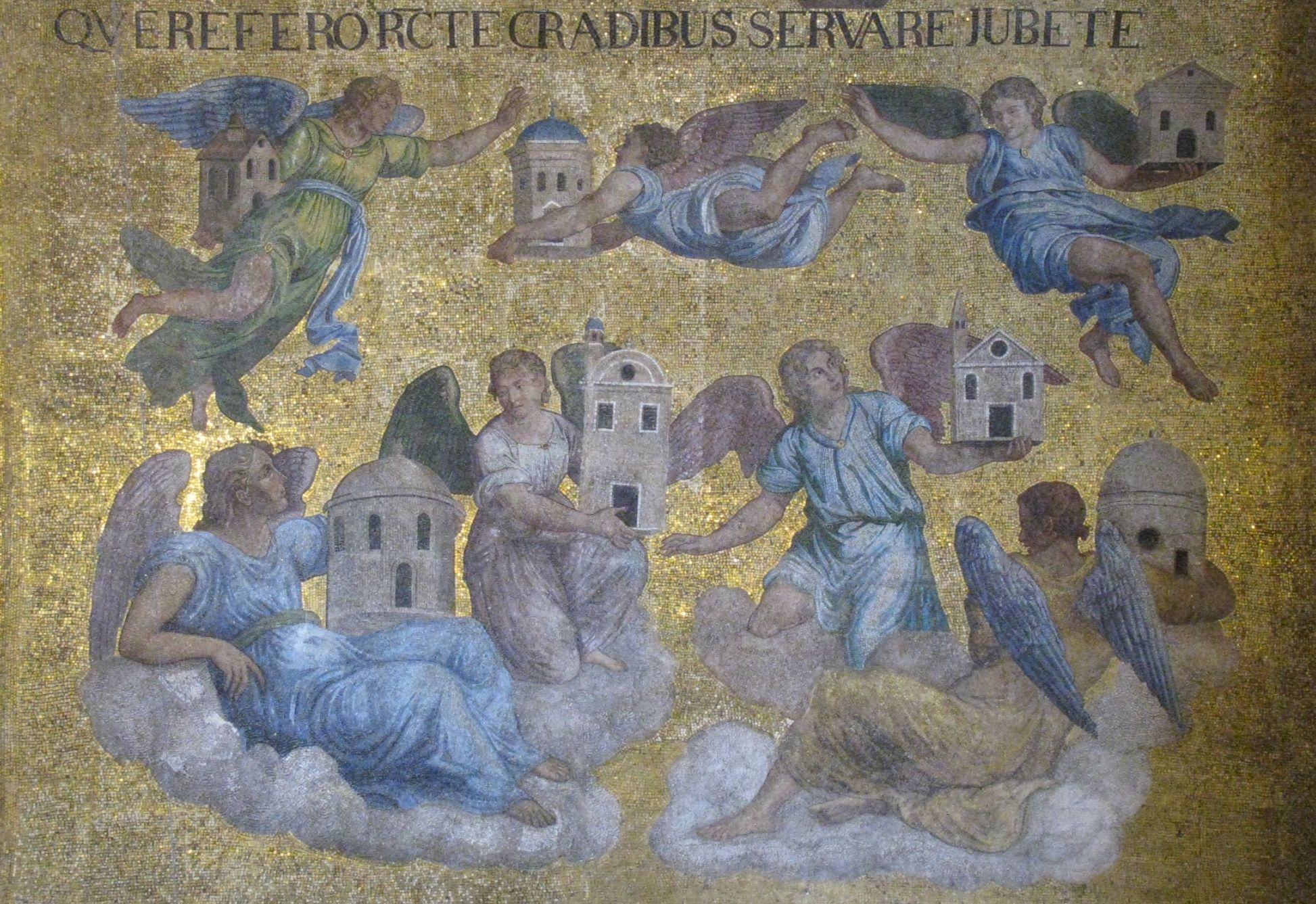
Ангели семи церков (з Апокаліпсиса)

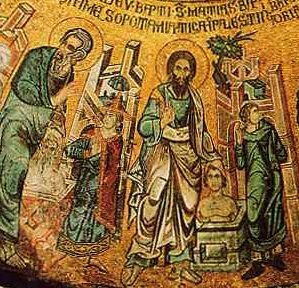
Хрещення народів апостолами
(деталь мозаїки центрального купола)

### Баптистерій
Баптистерій, що знаходиться в південній частині собору, був побудований в першій половині XIV століття за розпорядженням дожа Андреа Дандоло. Під час реставрації в середині XX століття виявили, що первісно приміщення баптистерію було частиною нартекса. Стіни баптистерію облицьовані мармуром, а склепіння і люнети прикрашені мозаїкою в стилі венеційсько-візантійської готики. У готичних гробницях, розташованих в баптистерії, знаходяться поховання дожів Джованні Сорандзо і Андреа Дандоло.
Мозаїчний цикл баптистерію присвячений сюжетом з життя Івана Хрестителя: від Благовіщення Захарії до його мученицької смерті за наказом Ірода. У притворі баптистерію сцени з життя Івана з'єднуються з епізодами життя Ісуса Христа, центральним зображенням є сцена Хрещення Господнього.

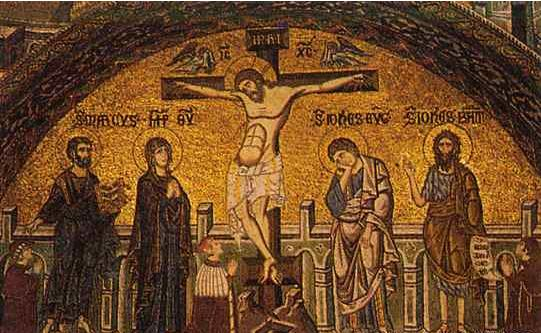
«Розп'яття Христове»
(мозаїка люнета над вівтарем)

У центрі баптистерію встановлена кам'яна купіль, закрита бронзовою кришкою з рельєфами, створеною в середині XIV століття за проєктом Якопо Сансовіно його учнями. У куполі, розташованому над нею, є мозаїчне зображення дванадцяти апостолів під час хрещення ними різних народів. У центрі композиції знаходиться постать Ісуса Христа, який виголошує слова: «Ідіть по цілому світові, та всьому створінню Євангелію проповідуйте! Хто увірує й охриститься, буде спасений…» (Мк. 16:5-16). У куполі над вівтарем баптистерію знаходиться зображення райських кущів, у яких дев'ять ангелів оточують Христа, підтримуваного серафимами. У люнети над вівтарем поміщена мозаїка Розп'яття Христове, де дож Андреа Дандоло зображений біля підніжжя хреста як донатор.

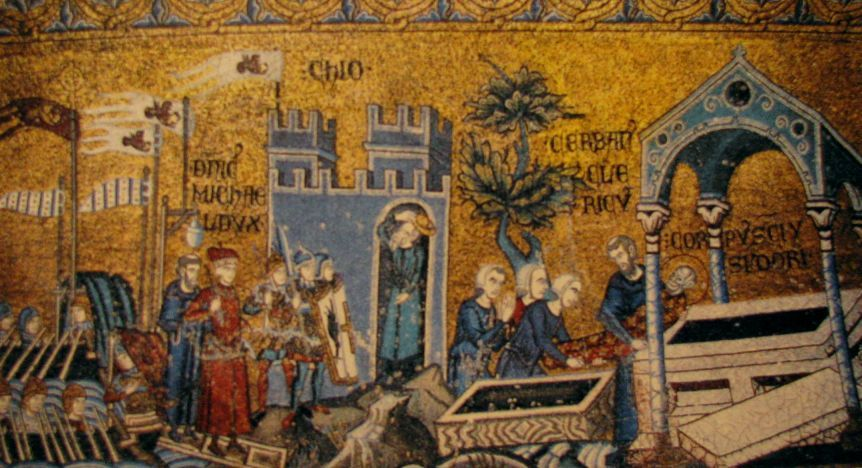
Перенесення мощей святого Ісидора у Венецію
(мозаїка капели Святого Ісидора)

### Капела Святого Ісидора
Капела розташована в північному трансепті собору. Її будівництво було здійснено в середині XIV століття разом з баптистерієм, за розпорядженням дому Андреа Дандоло. Капела присвячена ранньохристиянському мученику Ісидору Хіоському. Мощі святого у 1125 році за дожа Доменіко Мікеле, який шанував святого не менше ніж апостола Марка, були привезені венеційцями з острова Хіос. Мощі поміщені у нішу над вівтарем капели, а мозаїки склепіння зображують сцени з його житія, включаючи перенесення мощей до Венеції. В теперішній час в капелі Святого Ісидора проводяться буденні літургії.

### Сакристія
Сакристія  (ризниця) була прибудована до вівтарної частини базиліки у 1486—1493 роках за проєктом архітектора Джорджо Спавенто. Вхід до неї облаштований через капелу апостола Петра. Приміщення має прямокутну форму, високі склепіння, освітлюється трьома великими вікнами, що виходять на канал Палацу дожів.
Стіни сакристії облицьовані різьбленими панелями з деревини горіха, виконаними близько 1550 року за малюнками Якопо Сансовіно. Верхня частина стін і склепіння в період між 1524 і 1530 роками були прикрашені мозаїкою, ескізи якої приписуються Тиціану. Мозаїка склепіння зображує великий хрест з рослинного орнаменту, в його медальйонах поміщено зображення Ісуса Христа і чотирьох євангелістів. Люнети прикрашені зображеннями старозавітних пророків, що передбачили пришестя Христа.

### «Золотий вівтар»

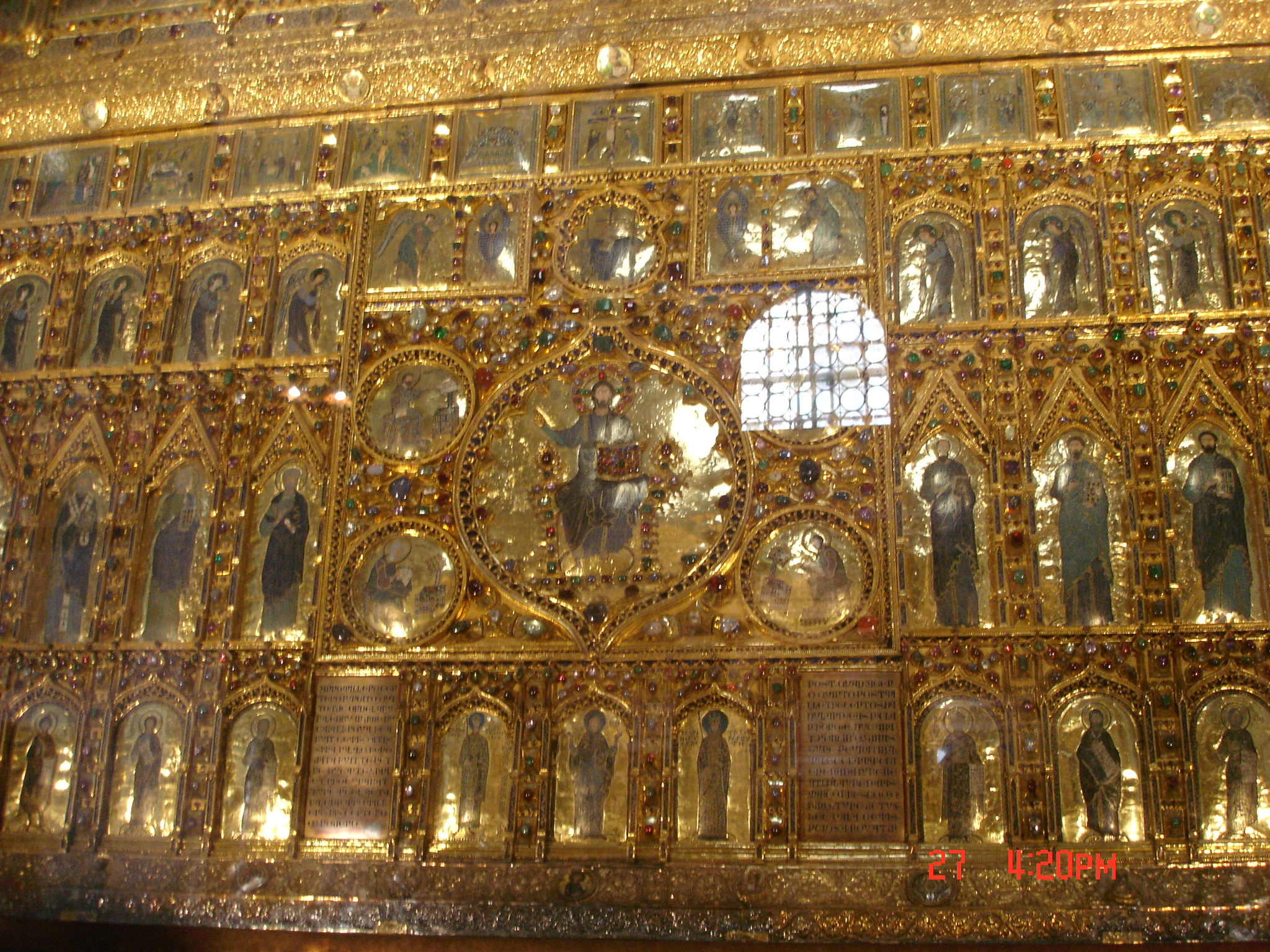
Фрагмент Пала д'Оро

Пала д'Оро (італ. Pala d'Oro — «золотий вівтар») — вівтарний образ, встановлений біля головного вівтаря базиліки. Розміри вівтаря — 3,34 на 2,51 метра. Мініатюри вівтаря (близько 250) виконані в техніці перегородчастої емалі візантійськими майстрами у X—XII століттях. Під час правління дожа Орделафо Фальєро у 1204 році під час Четвертого хрестового походу з монастиря Пантократора в Константинополі до Венеції були привезені емалеві пластинки, з яких нині складена верхня частина вівтаря. Нижня частина вівтаря була замовлена в період правління дожа П'єтро Дзіані (1205—1229 роки) у візантійських майстрів.
Сучасного вигляду Пала д'Оро набув у 1343 році, коли дож Андреа Дандоло замовив ювеліру Джамбаттісту Бонесенья готичну раму з позолоченого срібла, прикрашену двома тисячами дорогоцінних і напівдорогоцінних каменів. У цю раму були встановлені емалеві мініатюри, а сам вівтар помістили в мармурову дароносицю.
До середини XX століття Пала д'Оро, що вважався святковим вівтарем базиліки, не був у вільному доступі. Його відкривали в урочисті моменти богослужіння, в інший час він закривався буденним вівтарним образом. В теперішній час Пала д'Оро розташований у вівтарній частині базиліки (тобто розгорнутий у зворотну сторону) і звернений у напрямку апсиди.

## Скарбниця і музей Сан-Марко
Скарбниця собору розташована в приміщеннях, що з'єднують храм з Палацом дожів. Вхід знаходиться в південному трансепті, двері прикрашені мозаїкою XIII століття, створеною в пам'ять про пожежу 1231 року, і зображують двох ангелів серед язиків полум'я, що тримають вцілілий релікварій з часткою Животворного Хреста. В зібранні скарбниці зберігаються численні скриньки для зберігання реліквій, потири та інше церковне начиння, привезене зі Сходу чи подароване римськими папами. Найціннішими в скарбниці є предмети, привезені венеційцями як здобич після розграбування Константинополя в 1204 році.
Нині в скарбниці зберігається 283 предмети. Це мала частина від колишньої колекції, яка серйозно постраждала після падіння в 1797 році Венеційської республіки і розграбуванні собору, а також після вимушеного продажу в 1815—1819 років перлів і дорогоцінного каміння задля отримання коштів для реставрації собору.
Музей Сан-Марко був заснований наприкінці XIX століття за ініціативою П'єтро Саккардо для зібрання, пов'язаного з історією собору. За період свого існування він неодноразово змінював своє місцезнаходження у зв'язку зі зростанням колекції. 2003 року музей Сан-Марко зайняв верхні приміщення нартексу собору і ряд залів північного трасепту, через які можна пройти до Бенкетної зали палацу дожів.
В експозиції музею, пов'язаній з історією мозаїчного оздоблення собору, представлені фрагменти ранніх мозаїк собору (XI—XII століття). Серед найбільш цінних експонатів цього відділу — мозаїки з жінками-мироносицями (фрагмент мозаїки з покладанням у труну) і з побиттям немовлят. У Бенкетній залі Палацу дожів розміщена експозиція дорогоцінних тканин, ікон та старовинних хоралів. Серед них виділяється серія вовняних гобеленів фландрської мануфактури, що зображують цикл Страстей Христових. Серед шедеврів живопису виділяється повсякденний вівтар, написаний Паоло Венеціано в техніці візантійського іконопису (створений в середині XIV століття за замовленням дожа Андреа Дандоло).

## Суспільне життя

### Прокуратори Святого Марка

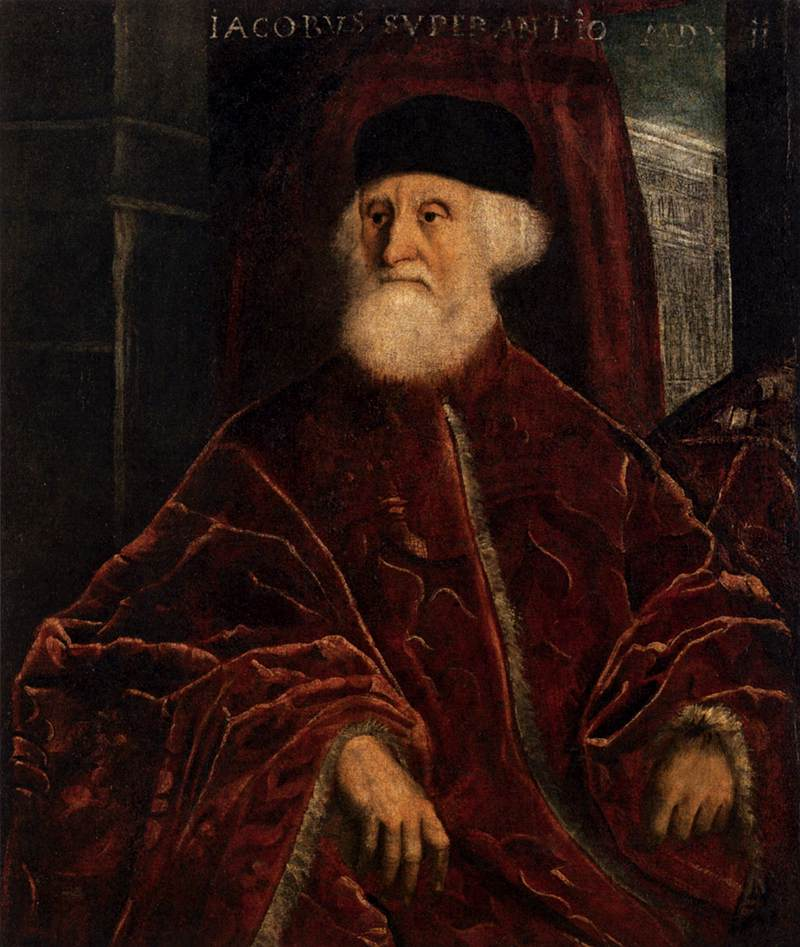
Тінторетто. «Портрет прокуратора Якопо Соранцо», бл. 1550. Галерея Академії, Венеція

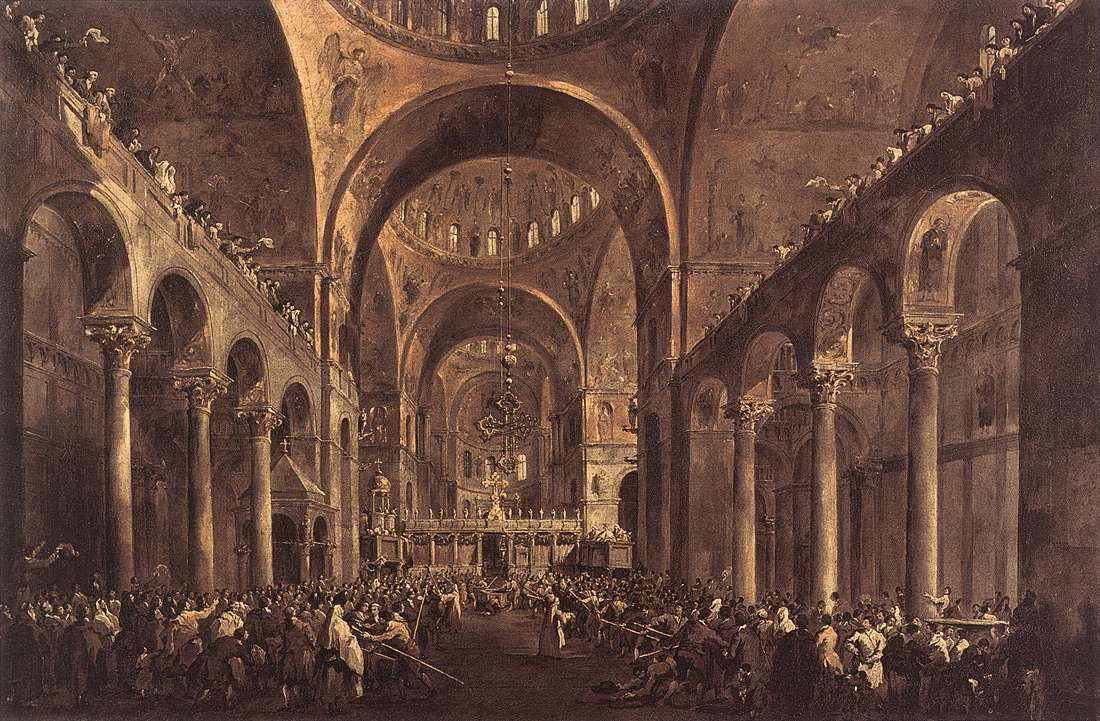
Франческо Гварді, «Дож Альвізе Моченіго постає перед народом в соборі Святого Марка», 1763

Посада прокуратора собору Святого Марка була однією з найпочесніших і значущих у Венеційській республіці. Досить сказати, що зазвичай з числа 12 прокураторів обирався дож. Ця посада де-юре була суто почесною, пов'язаною з громадською благодійністю, і довічною. Прокуратори були зобов'язані наглядати за собором Святого Марка і за витратами його скарбниці. Після того, як посада дожа перестала бути довічною, після відходу у відставку колишній голова держави міг продовжувати свою службу прокуратором (вони мають вищий авторитет у виборній раді держави).
Для прокураторів поруч з каплицею на рубежі XV—XVI століть був споруджений будинок, що має назву Старих Прокурацій. Це довга триповерхова аркова будівля. У другій половині XVI століття на протилежній, південній, стороні площі побудували будівлю Нових Прокурацій, теж триповерхову і схожу на першу.
Після падіння Венеційської республіки інститут прокураторів продовжив своє існування, займаючись питаннями утримання собору Святого Марка. 1931 року Прокурації були перейменовані в Управління з будівництва собору Святого Марка. До функцій управління належать нагляд за станом собору, збереженням його мозаїк, проведення реставраційних робіт.

### Бібліотека
Деякий час, поки в XVI столітті не почалося будівництво окремої будівлі, в стінах собору розміщувалася Бібліотека Святого Марка. Над оздобленням залів бібліотеки працювали Паоло Веронезе, Франческо Сальвіаті, Андреа Мелдолла та інші знамениті майстри того часу. Частину бібліотечного зібрання передав у дарунок Франческо Петрарка.

## У мистецтві

### Живопис

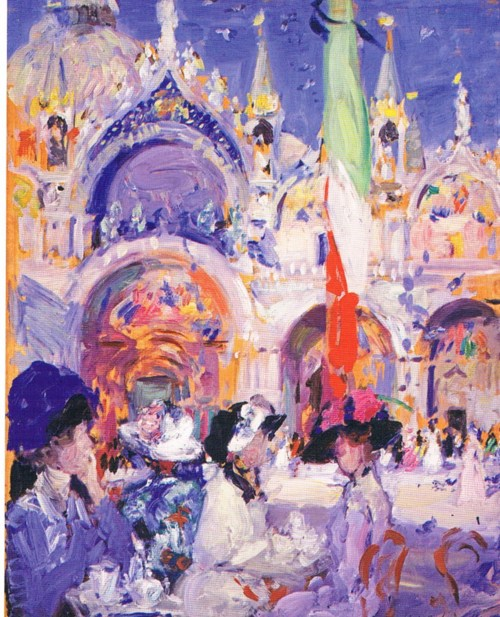
«Кафе Флоріан»
(Френсіс Кеделл, 1910 рік)

Зображення базиліки зустрічається на історичних картинах, присвячених Венеційській республіці, і в романтичних видах Венеції:
- Джентіле Белліні: «Процесія реліквії Святого Хреста на площі Сан Марко» (1496 рік)
- Каналетто: «Piazza San Marco with the Basilica» (бл. 1730 року), «Capriccio: The Horses of San Marco in the Piazzetta» (1743 рік)
- Франческо Гварді: «Дож Альвізе Моченіго перед народом в соборі Святого Марка» (1763 рік), «La Fiera della Sensa in Piazza San Marco», «Дож на переносному троні» (друга пол. XVIII століття)
- Карло Грубач: цикл робіт з видами Венеції (1840-ті роки)
- Джеймс Вістлер: «Ноктюрн у синьому та золотому. Собор Святого Марка у Венеції» (1879—1880 роки)
- Огюст Ренуар: «Площа Сан Марко» (1881 рік)
- Валентин Сєров: «Площа Святого Марка у Венеції» (1887 рік)
- Моріс Брезіл Прендергаст: «Splash of Sunshine and Rain» (1899 рік)
- Френсіс Кеделл: «Кафе Флоріан» (1910 рік)